# Forårsfilharmonikerne
Forårsfilharmonikerne er et ad-hoc symfoniorkester, der samles én gang om året til et stævne efterfulgt af en koncert.
Symfoniorkesterstævnet har været afholdt siden 1991 først på Rødkilde Gymnasium i Vejle og fra 2009 på Askov Højskole/Musisk Center Askov. Forårsfilharmonikerne er et fuldt besat symfoniorkester, som består af ca. 90 meget erfarne amatører og semi-professionelle, som alle håndplukkes til opgaven. Der er tale om musikere, der til daglig spiller i mange andre sammenhænge, men under dette stævne får lejlighed til at arbejde sammen med jævnbyrdige musikere og anerkendte professionelle dirigenter. De seneste år har det været Giordano Bellincampi, der stod på podiet.